# Malfunkshun
Malfunkshun (від англ. malfunction — «несправність») — американський рок-гурт з Сіетлу, в якому з 1980 по 1988 роки грав фронтмен Mother Love Bone Ендрю Вуд, який загинув в 1990 році. У 2000 роки Malfunkshun був реформований братом Ендрю, гітаристом Кевіном Вудом.

## Історія гурту
Засновниками гурту стали брати Ендрю та Кевін Вуд. Їхня родина, включаючи середнього брата Браяна Вуда, переїхала з Техасу до Вашингтону в середині 1970-х років. Хлопці захоплювались рок-музикою та вирішили створити власний гурт, де Ендрю співав би, а Кевін грав на гітарі. У Великдень 1980 року вони запросили знайомого Девіда Ганта, який сів за барабани, та створили колектив, який назвали Report Malfunction (цю назву Кевін Вуд побачив на табличці над посудомийкою в ресторані). Пізніше назва скоротилась до Malfunction, а потім змінилась на «неправильне» Malfunkshun. До них також долучився знайомий Браяна Дейв Різ, у якого була бас-гітара, хоч він і не вмів на ній грати. Девід Гант невдовзі залишив гурт, на його місце прийшов Ріґан Гаґар, шкільний знайомий Енді.
Після першого офіційного концерту Malfunkshun Дейв Різ вирушив до коледжа в Сіетлі, а коли повернувся — на його місці на бас-гітарі вже грав Енді Вуд. Різ не образився, і пізніше разом з Девідом Гантом заснував власний гурт Skindriver. Щодо Malfunkshun, колектив почав грати концептуальні композиції, а музиканти створили власні образи. Енді Вуд взяв собі псевдонім «Дитина любові Лендрю» (запозичивши ідею з епізоду Star Trek), Кевін став «Кевіном Штейном» (по аналогії з Франкенштейном), а Ріґан — Тундарром (воїном вікінгів). На концертах Ендрю Вуд носив яскраві костюми, наносив макіяж, і поводився так, немов велика рок-зірка, що виступає на величезному стадіоні. Своєю чергою, Кевін Вуд виділявся своїми довгими гітарними соло. На думку Ріґана Гаґара, тогочасні Malfunkshun стали одним з перших колективів Сіетлу, який поєднував звучання важкого металу та панк-року: «Це ж було табу для гуртів, на кшталт The Fartz, які ніколи в житті не зіграли б гітарне соло».
В середині 1980-х років Ендрю Вуд почав надмірно захоплюватись наркотиками й у 1985 році вперше потрапив до реабілітаційної клініки. Разом з тим, в 1986 році дві пісні Malfunkshun потрапили до збірки Deep Six, що вийшла на новоствореному лейблі C/Z Records. Альбом додав популярності гурту, і вони почали частіше грати в Сіетлі, виступаючи «на розігріві» у більш відомих Soundgarden, U-Men та Skin Yard.
Наприкінці 1987 року Енді Вуд та Ріґан Гаґар почали все частіше грати з Джефом Аментом та Стоуном Ґоссардом з гурту Green River. Вони репетирували в тому ж місці, де і Malfunkshun, і добре знали один одного. Коли в 1988 році Green River розпались, Амент та Ґоссард запропонували Вуду та Гаґару приєднатись до них, не залишаючи Malfunkshun. Гаґара згодом змінив Ґреґ Ґілмор, але Ендрю Вуд залишився в новому гурті, що отримав назву Mother Love Bone. Останній концерт Malfunkshun відбувся в 1988 році.
Подальша кар'єра учасників Malfunkshun видалась досить різною. Найвідомішою є доля Ендрю Вуда, який помер від передозування героїну в 1990 році, за декілька тижнів до виходу дебютного і єдиного альбому Mother Love Bone. Після його смерті Інші учасники заснували новий колектив, всесвітньо відомий Pearl Jam. Кевін Вуд в дев'яностих грав у гуртах The Fire Ants та Devil Head. Ріґан Гаґар став співзасновником рок-гурту Brad.
В 1995 році на лейблі Стоуна Ґоссарда Loosegroove вийшла збірка демоверсій Malfunkshun, що отримала назву Return to Olympus. У 2005 році на Сіетлському кінофестивалі було представлено документальну стрічку «Malfunkshun: Історія Ендрю Вуда»; у 2011 році на лейблі Hip-O вийшов бокс-сет, що містив це відео, а також рідкісні записи Malfunkshun та Ендрю Вуда. У двотисячних роках Кевін Вуд перезаписав декілька оригінальних пісень Malfunkshun з Ріґаном Гаґаром та запрошеними музикантами, додавши декілька нових, покладених на тексти Ендрю Вуда. Платівка вийшла у 2006 році під назвою Monument, та була перевидана у 2017 році.
У 2010-х роках Malfunkshun продовжив існування як концертний проєкт Кевіна Вуда.

## Дискографія
- 1995 — Return to Olympus[6]
- 2011 — The Andrew Wood Story[7]
- 2017 — Monument[8]
- 2021 — Glow (EP)[9]

## Склад гурту
| 1980 рік - Ендрю Вуд — вокал - Кевін Вуд — гітара - Дейв Різ — бас-гітара - Дейв Гант — барабани | 1980—1988 роки - Ендрю Вуд — вокал, бас-гітара - Кевін Вуд — гітара - Ріґан Гаґар — барабани | 2000 роки - Кевін Вуд — гітара - Тоні Вест — вокал - Френк Шимека — бас-гітара - Майлз Фріборн — барабани |